# Adrar (distrito)
Adrar é um distrito localizado na província homônima, no centro-sul da Argélia. Em 2008, sua população era de 88 266 habitantes, e é o distrito mais populoso da província.

## Comunas
O distrito está dividido em três comunas:
- Adrar
- Bouda
- Ouled Ahmed Timmi